# Setina pseudokuhlweini
Setina pseudokuhlweini är en fjärilsart som beskrevs av Vorbrodt 1914. Setina pseudokuhlweini ingår i släktet Setina och familjen björnspinnare. Inga underarter finns listade i Catalogue of Life.